# Norroy
Norroy là một xã, nằm ở tỉnh Vosges trong vùng Grand Est của Pháp. Xã này có diện tích 7,22 kilômét vuông, dân số năm 1999 là 276 người. Xã này nằm ở khu vực có độ cao từ 323–454 m trên mực nước biển. 

## Biến động dân số
| 1962                                         | 1968 | 1975 | 1982 | 1990 | 1999 |
| -------------------------------------------- | ---- | ---- | ---- | ---- | ---- |
| 257                                          | 269  | 241  | 276  | 313  | 276  |
| Số liệu từ năm 1962: Dân số không tính trùng |      |      |      |      |      |